# Alen Jubúlov
Alen Vadímovich Jubúlov (en búlgaro: Ален Вадимович Хубулов; Vladikavkaz, Rusia, 15 de mayo de 2001) es un deportista búlgaro de origen osetio que compite en lucha libre. Ganó una medalla de bronce en el Campeonato Europeo de Lucha de 2024, en la categoría de 125 kg.

## Palmarés internacional
| Campeonato Europeo | Campeonato Europeo | Campeonato Europeo | Campeonato Europeo |
| Año                | Lugar              | Medalla            | Categoría          |
| ------------------ | ------------------ | ------------------ | ------------------ |
| 2024               | Bucarest (Rumania) | Medalla de bronce  | 125 kg             |